# 城隍閣
城隍閣（じょうこうかく）は、中華人民共和国浙江省杭州市上城区呉山風景区にある楼閣。城隍閣は、城隍神を祭祀する為の廟所である。城隍閣の現存する建物は、元代、明代の建築とその後に古代建築を模倣したもので、7階建て、高さ41.6メートル、建築面積は3789平方メートルで、基盤は石で積み上げて作られている。